# Manerebia cyclopina
Manerebia cyclopina är en fjärilsart som beskrevs av Otto Staudinger 1897. Manerebia cyclopina ingår i släktet Manerebia och familjen praktfjärilar. Inga underarter finns listade i Catalogue of Life.